# 2-га Синявінська операція
Друга Синявінська операція — наступальна операція військ Ленінградського фронту (командувач генерал-майор Федюнінський І. І.) проти військ німецької 16-ї армії групи армій «Північ» з метою деблокади Ленінграда та відновлення сухопутного сполучення обложеного міста з рештою країни.

## Історія
Після невдалої спроби прориву кільця блокування навколо Ленінграда у вересні 1941 радянське керівництво приступило до підготовки другої операції. 12 жовтня Ставка ВГК наказала негайно організувати черговий наступ силами 55-ї, 54-ї армій і Невської оперативної групи з метою узгодженими діями опанувати станцію Мга і прорвати блокаду.
У відповідності до замислу наступальної операції у директиві № 002984 від 14 жовтня, війська Ленінградського фронту мусили силами Невської оперативної групи, 55-ї і 54-ї армій зустрічними ударами з трьох сторін в загальному напрямку на Синявино оточити і знищити шліссельбурзько-синявінське угруповання противника
Військова рада Ленінградського фронту вирішила почати наступ 20 жовтня силами дев'яти стрілецьких дивізій, однієї стрілецької бригади, чотирьох танкових бригад і одного танкового батальйону. Ударне угруповання мало близько 70 000 солдатів і офіцерів за підтримки 475 гармат і 97 танків. Основний удар завдавася силами 55-ї армії, якій належало силами «не менше п'яти стрілецьких дивізій з танками» наступати вздовж залізниці Ленінград — Івановська — Мга в напрямку Синявино.
54-та армія повинна була прорвати оборону противника в районі Тортолово, а потім наступати в напрямку Синявино на з'єднання з частинами 55-ї армії.
Невська оперативна група, наступаючи з плацдарму в районі Московської Дубровки, повинна була сприяти діям військ 55-ї і 54-ї армій.
Радянським військам на ділянці фронту, де планувався наступ протистояли війська 26-го армійського корпусу Вермахту, загальної чисельністю близько 54 000 осіб за підтримки 450 гармат. Оборонні рубежі німецьких військ спилася на велику кількість інженерних споруд, побудованих в лісисто-болотистій місцевості.
Командування Ленінградського фронту розраховувало успішно здійснити операцію в короткі терміни, але 16 жовтня три німецькі армійські корпуси 16-ї армії перейшли в наступ на Тіхвінському напрямку, що поставило операцію під загрозу зриву. Незважаючи на це, Ставка ВГК наполягла на початку операції у встановлені терміни.
Відразу після початку наступу радянські війська зустріли запеклий опір противника і не змогли з ходу досягти якихось успіхів. Наступаючі піхотні частини були погано підготовлені для форсування такої водної перешкоди як ріка Нева і для ведення бойових дій в лісисто-болотистій місцевості.
Наступ 54-ї армії розвивалося також з великими труднощами. Лише 4-та гвардійська стрілецька дивізія й 16-та танкова бригада домоглися деякого успіху в районі Тортолово. При цьому вже до 23 вересня частини армії зазнали дуже великих втрат і не могли більше наступати — в деяких полках залишилося по 300 бійців.
26 жовтня, на прохання Федюнінського І. І., Ставка ВГК провела рокіровку між ним і Хозіним М. С. Генерал-лейтенант Хозін М. С. був призначений командувачем Ленінградським фронтом, а сам Федюнінський І. І. — командувачем 54-ю армією.
До кінця жовтня стало вочевидь, що новий наступ радянських військ на синявінському напрямку застопорився. Крім того, в ці дні різко загострилася ситуація в районі Тихвіна, що змусило командування фронтом перекинути на цей напрямок ряд частин, насамперед зі складу 54-ї армії Ленінградського фронту. Виходячи з ситуації, що склалася, було прийнято рішення тимчасово призупинити операцію щодо прориву блокади Ленінграда і скоригувати план подальшого наступу.